# ニューヨーク市の文化
ニューヨーク市の文化は市の大きさと居住する民族の多様性が反映されている。アメリカ合衆国での文化運動の多くはニューヨーク市から始まった。ハーレム・ルネサンスはアメリカでのアフリカ系アメリカ人の地位の確立に繋がった。また、20世紀に入るとイタリア人移民やイタリア系アメリカ人、ユダヤ人などがニューヨーク市に移住し、文化とイメージに大きな影響を与えた。アメリカのモダンダンスは20世紀初頭にニューヨーク市で発展したものであるし、1940年代のジャズ、1950年代の表現主義、そしてヒップホップ、パンク・ロック、ビート・ジェネレーションの本拠地とでも言うべき都市である。
ニューヨーク市は音楽、映画、演劇、ダンス、ビジュアルアートの重要な中心地である。全米芸術基金よりも市の文化庁の年間予算の方が多く、芸術作品に対し資金提供を行っていることから芸術家たちは機会を見つけてはニューヨーク市にやってきたため芸術文化が大きく発展し、ニューヨーク市は国内および国際的なメディアセンターとともに成長した世界のアートマーケットの中心地でもある。

## スポーツ
ニューヨーク市にはナショナル・フットボール・リーグ、メジャーリーグ・ベースボール、ナショナル・バスケットボール・アソシエーション、ナショナル・ホッケー・リーグ、メジャーリーグ・サッカーの本部がある。ニューヨーク都市圏はこれら5大リーグのチームを最も多く擁しており、世界で最も高価なスタジアム10場のうちの5場（メットライフ・スタジアム、ヤンキー・スタジアム、マディソン・スクエア・ガーデン、シティ・フィールド、バークレイズ・センター）が位置している。
ニューヨーク市は"野球の首都" (Capital of Baseball) と呼ばれている。メジャーリーグ・ベースボールワールドシリーズで35回はニューヨークのチームが優勝している。また、2チームがある5都市圏（ニューヨーク、ロサンゼルス、シカゴ、ワシントン-ボルチモア、サンフランシスコ）の1つである。サブウェイ・シリーズと呼ばれるワールドシリーズにおいてのニューヨークの2チーム（ニューヨーク・ヤンキース、ニューヨーク・メッツ）の試合は14回行われており、最近では2000年に行われている。なお、他の都市圏では都市圏内2チームの試合が2度以上行われたことがない。
現在、ニューヨーク市に本拠地を置いている野球チームはニューヨーク・メッツとニューヨーク・ヤンキースの2チームで、この2チームは毎シーズン6試合のインターリーグを行っておりこれもサブウェイ・シリーズと呼ばれる。ヤンキースはワールドシリーズで27回優勝という大記録を持っており、メッツは2回優勝している。また、過去にはワールドシリーズに1回優勝したブルックリン・ドジャース（現：ロサンゼルス・ドジャース）と、5回優勝したニューヨーク・ジャイアンツ（現：サンフランシスコ・ジャイアンツ）が本拠地を置いていたが、両チームは1958年にカリフォルニアに本拠地を移した。市内にはマイナーリーグ・ベースボールチームのブルックリン・サイクロンズとスタテンアイランド・ヤンキースも本拠地を置いている。
第48回スーパーボウルが行われたメットライフ・スタジアムの位置するニュージャージー州イーストラザフォードはナショナル・フットボール・リーグのニューヨーク・ジャイアンツとニューヨーク・ジェッツが本拠地を置いている。
ニューヨーク市を本拠地とするナショナル・ホッケー・リーグのチームはニューヨーク・レンジャースと、もともとロングアイランドのナッソー郡を本拠地としていたが、2015年にブルックリン区バークレイズ・センターに本拠地を移したニューヨーク・アイランダースの2チームがある
。また、ニューヨーク都市圏内にはニュージャージー州ニューアークを本拠地とするニュージャージー・デビルスもある。
バスケットボールチームはナショナル・バスケットボール・アソシエーションのブルックリン・ネッツとニューヨーク・ニックスの2チームと、ウーマン・ナショナル・バスケットボール・リーグのニューヨーク・リバティの1チームが本拠地を置いている。また、1938年よりニューヨーク市にて全米大学バスケットボールの招待大会であるナショナル・インビテーション・トーナメントが開催されている。
ニューヨーク市のメジャーリーグ・サッカーチームはブロンクス区ヤンキー・スタジアムを本拠地とするニューヨーク・シティFC、ニュージャージー州ハリソンのレッドブル・アリーナを本拠地とするニューヨーク・レッドブルズの2チームである。また、世界的に有名なサッカー選手の1人であるペレがかつてプレーしていた北米サッカーリーグのニューヨーク・コスモスもあった。
クイーンズ区ではテニスの4大大会の1つである全米オープンが行われる。ニューヨークシティマラソンは世界最大のマラソン大会の1つに数えられ、アメリカ国内ではシカゴマラソン、ボストンマラソンと並んで3大マラソン大会とされる。ワナメイカー・マイルの主催する毎年恒例の陸上競技大会ミルローズ・ゲームズやアマチュアボクシング大会のゴールデングローブがマディソン・スクエア・ガーデンで開催されている。
ニューヨーク市におけるスポーツは移民コミュニティに関連している。野球の派生形であるスティックボールは1930年代に若者によって広められた。スティックボールはニューヨーク市において最も有名なストリートスポーツであることから、ブロンクス区クラソン・ポイントにある通りはスティックボール・ブールバードと改名されている。

## 文化庁
ニューヨーク市政府文化庁 (DCLA) はアメリカ最大の芸術に対する公的資金提供者で、連邦政府の国立芸術基金である全米芸術基金よりも予算が多くなっている。DCLAは375の美術館、96のオーケストラ、24の文化芸術センター、7の植物園、5の動物園、1の水族館を含む5地区にある約1,400の芸術文化団体に資金と支援サービスを提供している。提供資金受取人は動物園、植物園、歴史保存協会などの公衆科学および人文科学機関、市内5区のいずれかに在住あるいは勤務している技術レベルを問わないクリエイティブアーティストなど視覚芸術、文学芸術、舞台芸術を含む多くの分野にまたがっている。DCLAはまた、建築現場でパブリックアートに資金を提供するパーセント・フォー・アート・プログラム (Percent for Art program) の管理も行っている。2007年度の非営利団体での番組制作に使用されたDCLAの予算は1億5,190万ドルであった。屋根の交換から新築に至るまで、市内の196の文化団体でのプロジェクトを支援するために使用されたその資本予算は2007年から2011年までの期間で約8億6,700万ドルであった。

## 芸術

### 音楽

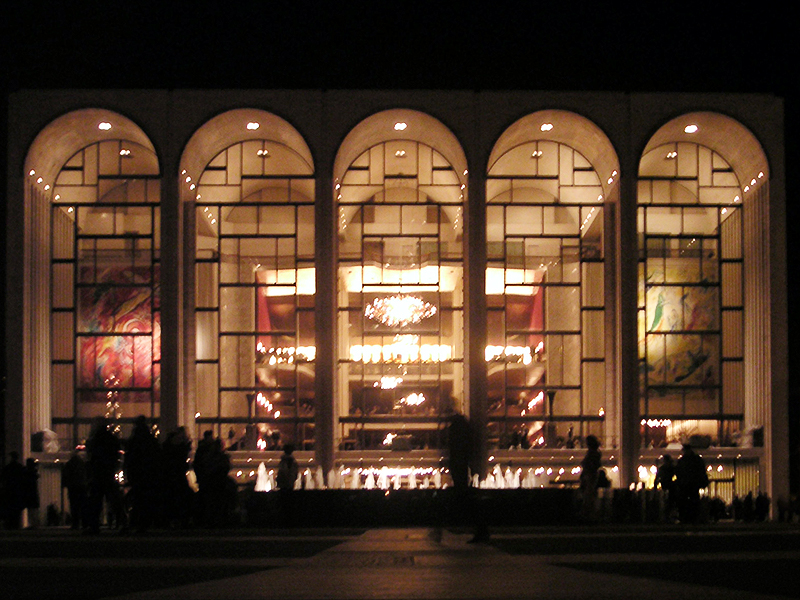
リンカーン・センターのメトロポリタン・オペラ・ハウス

20世紀初頭のポピュラー音楽、ブロードウェイ・ミュージカル・シアターとティン・パン・アレーのソングライターの台頭をきっかけとし、ニューヨーク市はアメリカの音楽業界の中心地となった。それ以来、ニューヨーク市はさまざまな音楽トピックやジャンルの重要な中心地として機能してきた。
ヨーロッパのクラシック音楽の中心地としてのニューヨーク市の地位の確立は19世紀初頭にまで遡ることができる。1842年に創設されたニューヨーク・フィルハーモニックは市の音楽的評判を確立するために多くの活動を行った。ニューヨーク市における最初の主要な2名の作曲家はウィリアム・ヘンリー・フライとジョージ・フレデリック・ブリストウである。1854年にはアメリカの作曲家よりヨーロッパの作曲家を選んだことでニューヨーク・フィルハーモニックが批判を浴びた。ブリストウはアメリカのクラシック音楽の伝統を発展させることに尽力した。彼の重要な代表作がアメリカの作家ワシントン・アーヴィングの短編小説『リップ・ヴァン・ウィンクル』を原作とするオペラ『リップ・ヴァン・ウィンクル』で、これまでによくあったヨーロッパのオペラの模倣ではなくアメリカの民話を題材としていることが特徴である。
ジョージ・ガーシュウィンは、ニューヨーク市のみならずアメリカ合衆国でもっとも有名なクラシック音楽の作曲家であるが、彼もまた、ブロードウェイ・シアターとティン・パン・アレーで歌われるための音楽を作曲した。ガーシュインは、イディッシュ・シアター、ヴォードヴィル、ラグタイム、オペレッタ、ジャズ、後期ロマン派といった多様な様式の音楽の要素を混淆させて作品を作った。ガーシュインの作品は、初めて国際的な認知を得た「アメリカのクラシック音楽」でもあるが、それと同時に「アメリカ音楽」を確立させた。アーロン・コープランドは、ガーシュウィンに次いで有名なクラシック音楽の作曲家である。彼はガーシュウィンの確立したアメリカ音楽をより親しみやすくし、アメリカ民俗音楽の要素を取り入れた音楽を多く作曲した。代表作にはバレエ『アパラチアの春』や『ピアノ変奏曲』がある。
ニューヨーク市におけるブルースはジャズの影響が大きく、カントリー・ブルースよりも近代的で都会的な雰囲気が特徴であった。この分野の著名なミュージシャンとしてはライオネル・ハンプトンやビッグ・ジョー・ターナーが挙げられる。ニューヨーク市においてはジャズはストライドが組み合わされたことにより非常に進化した。ニューヨーク市の主要なジャズミュージシャンとしてはスウィング・ジャズ界の重要人物であるフレッチャー・ヘンダーソンがいる。ビッグバンド・ジャズから発展したスウィング・ジャズはキャッチーで非常に踊りやすく、元々は黒人のオーケストラによって演奏されていた。その後、ジミー・ドーシーやベニー・グッドマンなどが率いる白人バンドが台頭し始め、その後のジャズの進化に大きな影響を与えた数多くの演奏者を生み出した。また、スターボーカリストのビリー・ホリデイやスキャット歌手のエラ・フィッツジェラルドなどの女性も出演している。
1940年代のニューヨーク市はアメリカのフォークミュージックのルーツ・リバイバルの中心であった。多くのニューヨーカーはブルース、アパラチアのフォークミュージックやその他のルーツスタイルに新たな興味を示した。マンハッタン区南部のグリニッジ・ヴィレッジはアメリカの民俗音楽と左派政治活動の温床となった。グリニッジ・ヴィレッジでの活動者は1940年代と50年代に散発的な主流の成功を収めた。中にはピート・シーガーやアルマナック・シンガーズのように大きな成功を収めた者もいたが、大半は地元の喫茶店や他の会場などでの小規模な活動に留まった。デイヴ・ヴァン・ロンクやジョーン・バエズのようなパフォーマーは大学生にアピールすることで活動の場を広げていった。60年代初頭、バエズは自身の聴衆に新進気鋭の若いフォークアーティストボブ・ディランを紹介するのに尽力し、ディランはすぐに全国的な名声を得た。60年代半ばまでにはフォークとロックが融合し、65年7月にボブ・ディランが独特で革命的なロックサウンドを用いた楽曲『ライク・ア・ローリング・ストーン』をリリースした。60年代半ばから後半にかけて、バンドやシンガーソングライターはニューヨークの地下にアート、音楽活動の場を広げた。1967年にリリースされた『ヴェルヴェット・アンダーグラウンド・アンド・ニコ』はシンガーソングライターのルー・リードとドイツのシンガー兼コラボレーターニコが共演しており、2003年に雑誌ローリング・ストーンによって"今までで作られた最も預言的なロックアルバム" (most prophetic rock album ever made) と表現された。ニューヨークを拠点とする他のシンガーソングライターが街の風景をキャンバスとして、アン・セクストンやシルヴィア・プラスに代表される「告白詩」にインスパイアされた歌詞を付けた曲が作られるようになった。1969年7月、ニューズウィークはジョニ・ミッチェル、ローラ・ニーロ、ロッティ・ゴールデン、メラニー・ソフィカの画期的な音楽を特集した記事"The Girls-Letting Go,"を掲載した。記事内において彼女らの曲は「彼女らに共通しているのは、自己発見の旅のように彼女らが書くパーソナライズされた曲で、彼女らの詩には鋭い観察と驚きが溢れている。(what is common to them are the personalized songs they write, like voyages of self discovery, brimming with keen observation and startling in the impact of their poetry.)」と書かれている。1969年リリースのローラ・ニーロの『ニューヨーク・テンダベリー』や同年アトランティック・レコードからリリースされたロッティ・ゴールデンのイースト・ヴィレッジでの日記とも言えるアルバム『モーター-サイクル』など、ニューヨーク在住のシンガーソングライターの作品はロック、フォーク、ジャズの伝統の中で次世代の女性シンガーソングライターへのインスピレーションとして役立っている。
1960年代にはディスコ・ミュージックが、ファンク、ソウル、ジャズから生まれた。これらとは別個の音楽ジャンルへと育っていく過程において、ディスコ・ミュージックは、新しいテクノロジーを受け入れ、シンセサイザーを駆使した。シンセサイザーによる打ち込みのバスドラがフォー・ビートをジャストに刻む、いわゆる「四ツ打ち」の上に、プロデューサーが呼んできた地元の交響楽団のストリングスや、プロのスタジオ・ミュージシャンによる楽器やボーカルのサウンドを重ね、洗練さに磨きをかけていくというサウンドが、ディスコの志向するサウンドだった。ギター、ボーカル、ベース、ドラムの4人1組でバンドを組み、自宅のガレージでリハーサルするといった「ガレージバンド」のアマチュアが出す生音主体のサウンドを、1970年代ディスコは選び取らなかった。「黒人」や「ゲイ」に代表されるマイノリティの文化に由来する音楽的・文化的イディオムが、積極的に取り入れられたのも1970年代ディスコの特徴の一つである。ニューヨーク市にはパラダイス・ガレージやダンステリア、スタジオ54などのディスコナイトクラブがあり、アンディ・ウォーホルのようなファッション業界やカール・ラガーフェルドのようなアート界、また社交界やミュージシャン、そして知識人から著名な支持者を集めた。この伝統は1980年代にエリアやザ・ライムライトとともに続いていった。
1970年代、ニューヨークのダウンタウンでニューヨーク・ドールズやラモーンズ、パティ・スミスなどの精力的なバンドと共にパンク・ロックが誕生した。アンスラックスとキッスはニューヨーク市において最も有名なヘヴィメタルとグラムロックの演奏バンドである。また、CBGBのようなダウンタウンののクラブでロック音楽の"ニュー・ウェイヴ"が発展した。1970年代はサルサとラテンジャズが成長し、世界へと広がった時代でもある。ファニア・オールスターズなどのレーベル、ティト・プエンテやセリア・クルスなどのミュージシャン、レコードレーベル"RM&M"の制作者ラルフ・メルカードは、エクトル・ラボーやルーベン・ブラデス、その他多くのサルサ歌手の活動拡大に貢献した。ニューヨリカンサウンドはプエルトリコ人が作ったサルサとは多少異なり、ニューヨークのプエルトリコ系アメリカ人によって歌われていた。
ヒップホップは1970年代にブロンクス区でのブロックパーティで、クール・ハークなどのDJがファンクとリズム・アンド・ブルースのパーカッションを中断して観客が踊っている間にラップを始めたものが起源とされる。カーティス・ブローやLL・クール・Jなどが初めてヒップホップを主流にしたが、いわゆるイースト・コースト・ヒップホップはEric B. & RakimやRun-D.M.C.などにより1980年代に定義された。ニューヨーク市の主要なヒップホップスターとしてはマルチプラチナレコードを制作したショーン・コムズ、ジェイ・Z、ノトーリアス・B.I.G.や批評家から大絶賛されたウータン・クラン、ナズ、ビッグ・L、バスタ・ライムスなどがいる。
ニューヨーク市はすべての主要な舞台芸術分野のプロ集団が本部を構えているアメリカ国内5都市の1つであり、メトロポリタン・オペラ、ニューヨーク・フィルハーモニック、ニューヨーク・シティ・バレエ団、パブリック・シアターなどが本部を置いている。リンカーン・センターは12の独立した会社の建物をまとめた世界最大の総合芸術施設である。リンカーン・センターには世界的に有名なジャズ・アット・リンカーン・センターがある。その他で注目すべきコンサートホールとしてはカーネギー・ホールやラジオシティ・ミュージックホール、ブルックリン・アカデミー・オブ・ミュージックがある。
毎日約800万人の人々がニューヨーク市地下鉄に乗車しているため、地下鉄駅構内や駅連絡通路などはミュージシャンにとって魅力的な演奏場所となっている。毎週のようにクラシックやケイジャン、ブルーグラス、ジャズなど多数のジャンルに渡る音楽を100名以上の奏者達が、ニューヨーク・ミュージック・アンダーソン・プログラムの下でニューヨークシティ・トランジット・オーソリティが認可した150以上の公演を地下鉄施設内の数十の場所で行っている。

### ビジュアルアート
ヨーロッパのモダニストアーティストの作品をアメリカにもたらした1913年にニューヨーク市で開催された展覧会アーモリーショーは、大衆に芸術に対する大きな衝撃を与え、アメリカの芸術制作に影響を与えた。この展覧会では芸術作品は美やリアリズムではなく表現であること、更にヨーロッパでは厳格な学術的階層に従って行われていた保守的な芸術家のランク付けを撤廃したことをアメリカの芸術家たちに伝えた。これはアメリカの芸術家が個人的意見を重視することを奨励し、アメリカ文化に対応したモダニスト運動がニューヨーク市で出現した。写真家アルフレッド・スティーグリッツ (1864年 - 1946年)、画家チャールズ・デムス (1883年 - 1935年)、同マースデン・ハートレー (1877年 - 1943年) は美術におけるアメリカの視点を確立するのに役立った。スティーグリッツはマンハッタン区5番街291番地に291ギャラリーを開設し、写真の展示の他に立体派絵画や抽象絵画などの前衛美術の作品の紹介も行った。1929年に開館したニューヨーク近代美術館（通称：MoMA）はアメリカおよび国際的な現代美術のショーケースとなった。第二次世界大戦の終結までにパリは世界の芸術の中心地から衰退し、反対にニューヨーク市はアメリカおよび世界の現代美術の中心地としての地位を築いた。
第二次世界大戦後の数年間で、ニューヨーク・スクールと呼ばれるニューヨークの若手アーティストの非公式のグループが、外国人アーティストに大きな影響を及ぼした抽象表現主義という美術運動を行った。この運動の指導者の中にはジャクソン・ポロック (1912年 - 1956年)、ウィレム・デ・クーニング (1904年 - 1997年)、マーク・ロスコ (1903年 - 1970年) がいた。抽象表現主義者は空間と色の本能的な配置に重点を置き、実際の物体における形状や構成の表現を無くした作品を制作した。
1950年代と1960年代のニューヨーク市の活気に満ちたビジュアルアートの場はアメリカにおけるポップアート運動を定義した。この次の芸術世代の人々は、異なる形式の抽象化、つまり混合メディアの作品を好んだ。その中には写真や新聞紙を用いたジャスパー・ジョーンズ (1930年 -) がいる。アンディ・ウォーホル (1930年 - 1987年)、ラリー・リバーズ (1923年 - 2002年)、ロイ・リキテンスタイン (1923年 - 1997年) は風刺的に描いたコカ・コーラのボトル、スープ缶、コミック・ストリップなどのアメリカの大衆文化の日常的なオブジェやイメージを再現した作品を残した。
今日、ニューヨーク市は国際的な芸術市場のグローバルな中心地となっている。アッパー・イースト・サイドには多くのアートギャラリーがあり、ロウアー・マンハッタンのチェルシーには200以上のアートギャラリーがあることから現代美術の本拠地となっている。ブルックリン区ダンボには営利・非営利の多くのギャラリーが集積している。定評のあるアーティストと新進気鋭のアーティストの両方を代表するディーラーが、より大きな展示スペース、より良い場所、そして美術館やコレクターとのより強いつながりを求めて作品の販売を競い合っている。ウォール・ストリートのお金と慈善家からの資金はアートマーケットに着実に流れ、しばしば芸術家に富と名声を求めてギャラリーから別のギャラリーへ移るように促すこともある。
商業運動が豊かになるにつれて、ヒップホップアートや落書きなどの商業主義に反抗する運動も活発になった。ストリートアートの先駆者ともいえるキース・ヘリングやグラフィティアートを残したジャン＝ミシェル・バスキアなどのアーティストは街の雰囲気に視覚的な質感と生活感を与え続けている。
クイーンズ区ロングアイランド・シティはニューヨーク市で急速に発展しているアート活動の場で、マンハッタン区を除くと最も芸術施設が集中している場所である。ロングアイランド・シティには多くの産業用倉庫があり、有名な芸術家、美術館、ギャラリーのための十分なスタジオと展示スペースを提供することができた。

#### パブリックアート
ニューヨーク市では、市が保有する建物において建築プロジェクトで2,000万ドルを超える費用が掛かった場合、2,000万ドルの約1%の金額を建築会社に要求する法律がある。また、これで要求された金額の半分以上をその建物のアートワークの費用として使用することが義務付けられている。最大割当金額はどの建物でも400,000ドルである。
ジェフ・クーンズ、ルイーズ・ブルジョワ、ナム・ジュン・パイクなど多くの主要アーティストが市内で公共作品を制作している。2006年9月から10月にかけて、ロックフェラー・センターにアニッシュ・カプーアの制作したビル約3階建ての高さの高反射性ステンレスを用いた巨大な鏡、"Sky Mirror"が設置されていた。
2005年、クリストとジャンヌ＝クロードは日本の鳥居に触発され、ザ・ゲーツという作品をセントラル・パークに設置した。この作品は23マイル（37キロメートル）の経路に並べられた7,503個の金属製の「門」で構成されており、門には旗の形をした鮮やかなサフラン色のナイロン製の布をかけていた。
ニューヨーク市地下鉄では駅構内の複雑なタイルモザイクや駅の看板など、いくつかのパブリックアートプロジェクトも開催されている。
破壊的なパブリックアートのトレンドもまた、ニューヨーク市を通じてもたらされた。1960年代の終わりごろ、ニューヨーク市から南に95マイル（153キロメートル）離れたペンシルベニア州フィラデルフィアで現代アメリカにおけるグラフィティ（落書き）サブカルチャーが表れ始めた。1970年までにグラフィティの中心地はフィラデルフィアからニューヨーク市に移り、グラフィティサブカルチャーは"ズーヨーク" (Zoo York) と呼ばれる芸術的なスタイルと社会哲学を刺激した。その名は、ソウル・アーティストの創設者であるアリ（マーク・アンドレ・エドモンズ）のような非常に初期の"オールドスクール"グラフィティアーティストの溜まり場であったセントラル・パーク動物園の地下を通っている地下鉄トンネルから取られた。地下鉄トンネルは夜間にマンハッタンのグラフィティアーティストが集まる場所となった。また、地下鉄車両は街中を走りまわることから多くの人にアートを見せられるため、特にグラフィティ運動の中心地となり"爆撃" (bombing) が行われた。しかしながら、グラフィティは他のアートと違い落書きであることから都市の景観を損ねるといった問題もあった。このためニューヨーク市は地下鉄をはじめとする交通機関のグラフィティを取り除こうとしたが、当時の市の予算の関係で積極的な行動はできなかった。ジョン・リンゼイ市長が1972年に"落書き戦争" (war on graffiti) の開始を宣言したが、急成長しているサブカルチャー運動を抑え込むことができる額の予算を投入できるようになるまでは時間が掛かるものと見込まれた。
グラフィティ運動が犯罪行為に関連するようになってきたため多くの市民が市政府に対しグラフィティ運動を厳しく取り締まるように望んだ。1980年代になると警察による監視の強化とセキュリティ対策の強化、罰則の厳罰化、塗料の販売の制限などが行われ、次第にグラフィティ運動は衰退していった。また、地下鉄車両は1984年からニューヨークシティ・トランジット・オーソリティ (NYCTA) が開始した落書き根絶の5年間のプログラムによって積極的な洗車や廃車が行われるようになり、1985年 - 1989年の間は"ダイハード"時代として知られるようになった。この結果1986年中頃までにはメトロポリタン・トランスポーテーション・オーソリティ (MTA) とNYCTAが落書き戦争を勝ち取り、1989年を以て落書きされた列車の運行が終了しニューヨーク市のグラフィティ運動は地下鉄から消えることとなった。なお、この時ヨーロッパからニューヨーク市へやってきていた若者がニューヨーク市のグラフィティ運動を地元に持ち込み、特にロンドン地下鉄では車内や車体にアメリカ風の落書きが行われるなど深刻な被害が出ていた。ただし、こちらも交通局や警察の取り締まり強化によって根絶されている。

## 映画
ニューヨーク市における映画産業はハリウッドの映画産業よりも規模が小さいが、その数十億ドルの収入は市の経済の重要な1要素であり、ハリウッドに次ぐアメリカにおける映画産業の2番目の中心地となっている。
ニューヨーク市はアメリカの映画産業の歴史において、初期の頃の映画製作の中心地となっていた。しかし、モーション・ピクチャー・パテンツ・カンパニーと映画関連業者との対立により中小の制作者がニューヨーク市から出て行き、気候の良いロサンゼルスで制作を開始したことでハリウッドがアメリカ最大の映画産業中心地となった。クイーンズ区に建てられたコーフマン-アストリア映画スタジオはマルクス兄弟やW・C・フィールズのサイレント映画の撮影に使用された。シネマが西に移動するにつれて、ニューヨークの映画インフラの大部分は急成長しているテレビ業界が使用するようになった。例えばコーフマン-アストリア映画スタジオはコスビー・ショーやセサミ・ストリートの撮影に使用されている。
ニューヨーク市では2006年に276個の自主映画・スタジオ映画が制作されており、2003年の180個、2004年の202個から増加している。アメリカのプロ俳優の3分の1以上がニューヨークを拠点としている。

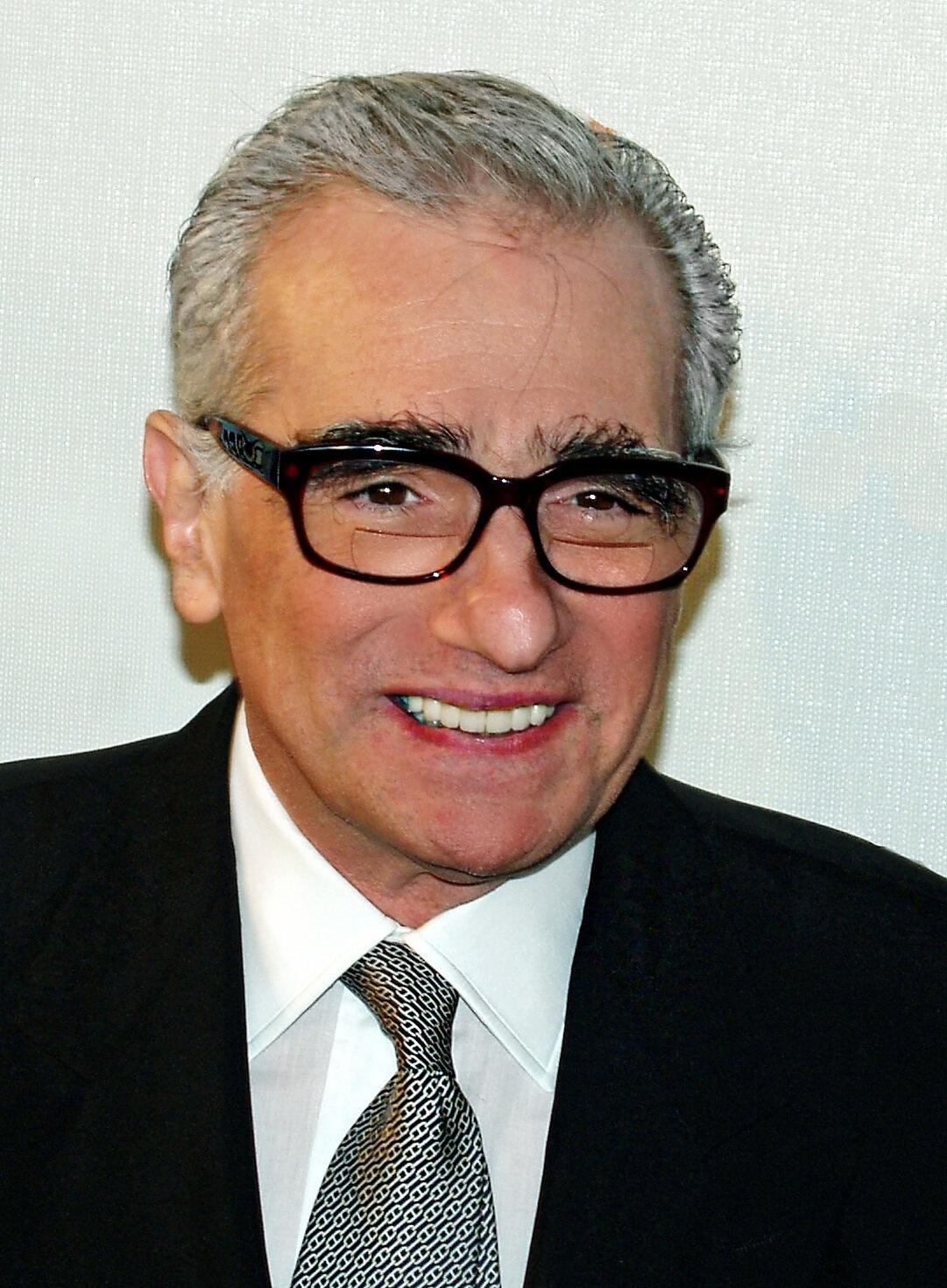
マーティン・スコセッシ、2007年トライベッカ映画祭にて

ニューヨーク市と最も関連のある映画監督はウディ・アレンで、監督した代表作としては『アニー・ホール』や『マンハッタン』が挙げられる。他に有名なニューヨーク市の映画関係者には2001年9月11日に発生したアメリカ同時多発テロ事件後にニューヨーク市の復興を願ってトライベッカ映画祭を始めた俳優ロバート・デ・ニーロや、映画監督のマーティン・スコセッシ、フランシス・フォード・コッポラ、スパイク・リー、ジム・ジャームッシュ、コーエン兄弟がいる。
主なスタジオ制作映画はハリウッドを拠点としているが、自主制作映画はニューヨーク市を拠点としている。市にはトライベッカ映画祭、ニューヨーク映画祭、ヒューマン・ライツ・ウォッチ映画祭といった重要な映画祭やミラマックスのような大手独立系映画会社がある。また、アンソロジー映画アーカイブスもあり、そこでは映画の歴史の中から何百という前衛的な作品が保存され展示されている。
アメリカでもっとも古いパブリック・アクセス・テレビジョンはジャズアワーから労働問題の議論、外国語や宗教まで多岐にわたる番組を放送していることで知られるマンハッタン近隣住区ネットワークである。ニューヨーク市にはブルックリン・ケーブル・アクセス・テレビジョンを含む公共、教育、および政府アクセス (Public, educational, and government access) の8つのケーブルテレビチャンネルがある。
ニューヨーク市の自営放送TVサービスNYCメディアは"Blue Print New York"や"Cool in Your Code"といったエミー賞を受賞した番組やニューヨーク市政府の報道など、独自の番組を制作している。NYCメディアの他の人気番組には音楽番組が挙げられる。"New York Noise"という番組では地元、地下、そしてインディーロックのミュージシャンのミュージックビデオ、WFMUレコードフェアのような市内の主要な音楽関連イベントの報道、ニューヨーク市のアイコンともいえる人物・グループ（ラモーンズ、クラウス・ノミなど）やコメディアン（ユージーン・マーマン、ロブ・ヒューベル、アジズ・アンサリなど）のインタビューを放送している。"The Bridge"という番組では同様にオールド・スクール・ヒップホップに関する放送を行った。このチャンネルは、14のニューヨーク・エミー賞と14のナショナル・テレビジョン・アワードを受賞している。

## 舞台公演

### ダンス

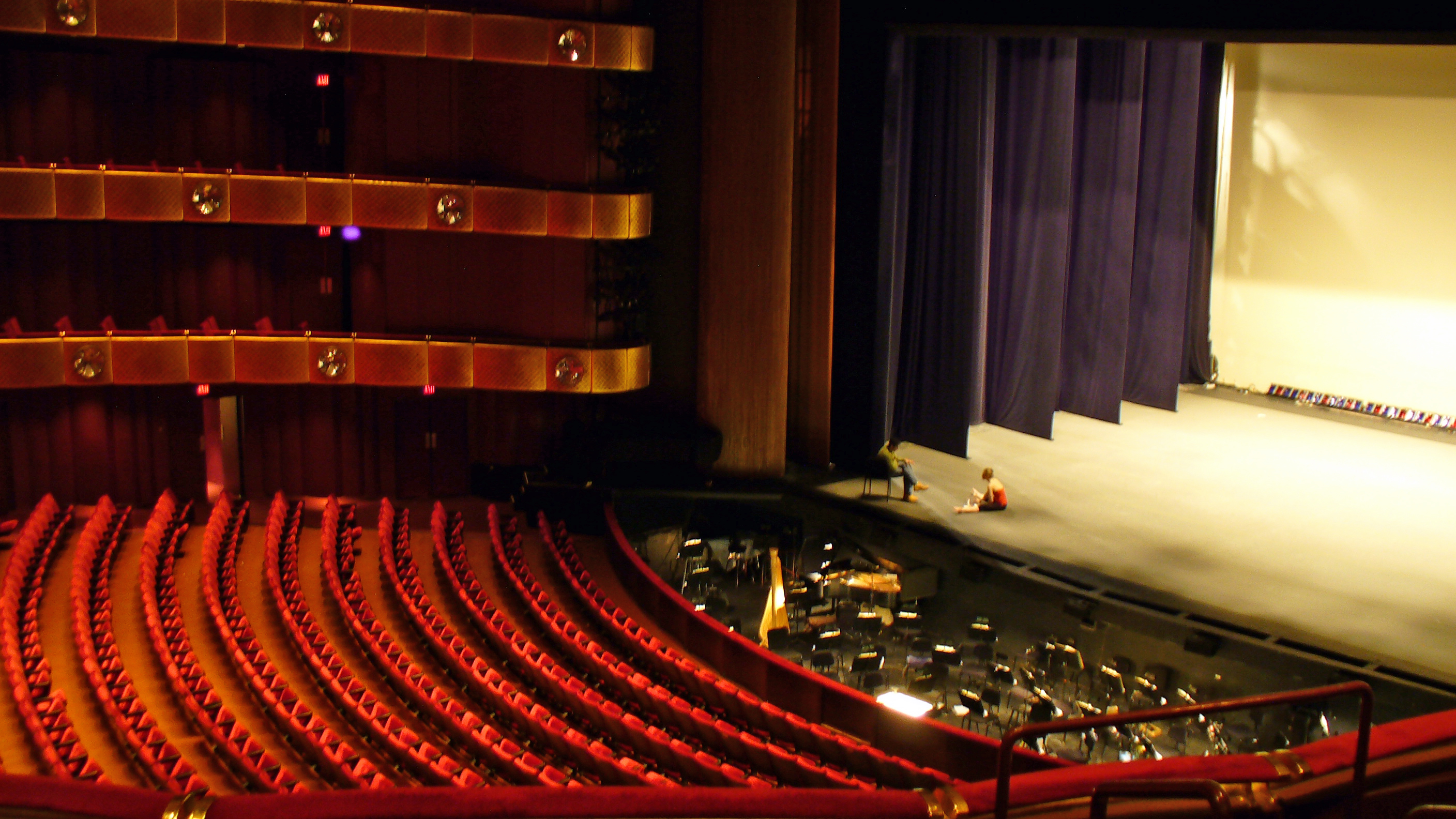
ニューヨーク州立劇場

20世紀初頭にはニューヨーク市でモダンダンスが出現した。これはアメリカ特有の新しい芸術形式である。モダンダンスの開拓者としてはマーサ・グレアムなどが挙げられる。グレアムの人気のある作品の多くはニューヨーク市で人気のある作曲家 -例えばアーロン・コープランドの『アパラチアの春』- とのコラボレーションで制作された。1944年、グレアムの舞踏団に参加しいていたダンサーマース・カニンガムが音楽家ジョン・ケージとニューヨーク市で初めてのソロコンサートを行った。ケージの影響を受け、カニンガムはポストモダンなプロセスを使ってモダニズムイデオロギーを受け入れることで、偶然の手順から導かれる振付と純粋な動きに重きを置いた"カニンガムテクニック"と呼ばれる新しいダンステクニックを作り上げた。カニンガムはポスト・モダンダンスの創設も行った。20世紀の最も重要な振付師の一人であり現代バレエの先駆者であるジョージ・バランシンは、古典的バレエと現代的バレエの間の橋渡しを行った。バランシンは古典的でロマンチックなバレエの伝統から身を引くために手の部分を曲げ、足部分を折り返し、偏心している非古典的な衣装を使用した。バランシンはニューヨーク・シティ・バレエ団を創設し、ダンサーの育成にも力を入れていた。もう1人の重要な現代の振付師トワイラ・サープは1976年にミハイル・バリシニコフの芸術的な指導の下でアメリカン・バレエ・シアターのための作品『プッシュ・カムズ・トゥ・ショヴ』を、1986年には自身の舞踊団のための作品『イン・ジ・アッパー・ルーム』を制作した。これらの作品は両方とも、ポワントシューズや古典的な訓練を受けたダンサーと現代的バレエの特徴を融合させた独特の近代的作品であることから革新的と見なされた。
ニューヨークは歴史的にアフリカ系アメリカ人のモダンダンスの中心地でもあった。レスター・ホートンの教え子であったアルビン・エイリーはコンサートと演劇の舞台で数年間働き、1958年に若いアフリカ系アメリカ人ダンサーのグループと共にアルビン・エイリー・アメリカン・ダンス・シアターを設立した。アルビン・エイリー・アメリカン・ダンス・シアターは毎年ニューヨーク・シティ・センターで公演を行っている。アルビン・エイリー・アメリカン・ダンス・シアターで振付を担当したのは1994年にマッカーサー・フェローに選出されたビル・B・ジョーンズであった。もう1人の重要なアフリカ系アメリカ人ダンサーパール・プリムスは、1943年2月24日に92丁目Yでデビューした。彼女のダンスの表現は進行中のハーレム・ルネサンスにマッチしたことから多くの国民の支持を得て、彼女がプロのソロデビューを飾るとすぐに注目を浴びた。プリムスのダンスの振付は革命的なアフリカ系アメリカ人の振付師キャサリン・ダナムの振付に触発されている。プリムスはダンス中に非常に高いジャンプ力を発揮することで知られるようになった。また、抑圧、人種的偏見、暴力などの社会問題に焦点を当て抗議運動を行ったこともある。
ニューヨーク市は他のダンス形式の発祥地でもある。ブレイクダンスは1970年代初頭にサウス・ブロンクスのアフリカ系アメリカ人とプエルトリコ人のコミュニティでヒップホップ運動の一環として出現した影響力のあるストリートダンススタイルである。ブレイクダンスはヒップホップの中で最も有名なスタイルであり、世界で一番ダンス人口が多いジャンルでもある。一般的な推測では1980年代にギャングが抗争の際に銃撃戦の代わりにブレイクダンスのバトルを行ったのが、今日のグループで行われるブレイクダンスの起源と言われている。ブレイクダンスのバトルはターン制で行われ、より複雑で革新的な動きをしたダンサーの方に軍配が上がる。後にファンクの帝王と呼ばれるようになるジェームス・ブラウンの活気に満ちた演奏と、ブロンクス区のロック・ステディ・クルーのようなダンスチームの急成長によって、ただのギャングの抗争でのバトルであったブレイクダンスが大規模なメディアの注目を集めるポップカルチャーに発展した。パーティー、ディスコクラブ、タレントショーおよびその他の公共のイベントはギャングメンバーを含むブレイクダンサーの活動場所となった。
ニューヨーク市でのタップダンスはマンハッタン区のファイブ・ポインツで最初に行われたとされている。

### 劇場

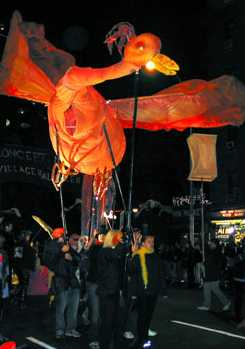
2001年9月11日のアメリカ同時多発テロの50日後に行われたニューヨーク・ヴィレッジ・ハロウィン・パレードで新しい命を吹き込まれたフェニックス

LED照明の登場により精巧な演劇作品が制作されるようになり、ブロードウェイと42丁目に沿った1880年代のニューヨーク・シティ・シアターでは、ブロードウェイ・シアターとして知られるようになった新しい舞台形式が披露され始めた。街への移民の感情に強く影響されて、これらの作品はしばしば希望と野心のテーマを反映した物語・歌を使用した。
論争の的になった1937年のオーソン・ウェルズが監督しジョン・ハウスマンがプロデュースしたマーク・ブリッツスタインのミュージカル『ゆりかごは揺れる』のように、ニューヨーク市の多くのミュージカルは全国的な文化イベントとなった。もともとは手の込んだセットとフルのオーケストラがあるマキシーヌ・エリオット劇場で上演される予定であったがスポンサーの公共事業促進局が内容が共産主義的であるとして劇場をロックアウト、このためウェルズ、ハウスマン、ブリッツスタインの3人は北に20ブロック離れたヴェニス劇場を借りに行った。観客が集まり9時までにヴェニス劇場の1,742席が売り切れとなった。衣装やセットはなくブリッツスタインが1人でナレーションとピアノを担当し、俳優組合から"ステージ上"での出演を禁止されていた役者やミュージシャンは客席からパフォーマンスを行った。詩人のアーチボルト・マクリーシュを含め多くの人がこの公演に参加したが、それは彼らの生活の中で最も感動的な演劇体験の1つとなったと考えられた。今日のミュージカルで『ゆりかごは揺れる』が公演される場合、この初演公演に敬意を表して精巧なセットやオーケストラを使うことは滅多に無い。ハウスマンとウェルズは続けてラジオ番組マーキュリー劇場を設立しラジオドラマの放送を行った。その中で彼らは史上最も注目すべきラジオドラマの1つである『宇宙戦争』を放送した。
エリア・カザンやアーサー・ミラーを含む多くのニューヨーク市の劇作家はアメリカの劇場の象徴となった。
ニューヨーク市におけるプロのイディッシュ劇場は、1882年にウクライナからの移民であるボリス・トーマシェフスキーの設立した劇団により始められた。19世紀後半の演劇は現実的であったが、20世紀初頭にはそれらはより政治的かつ芸術的な方向性を示した。バーサ・カリッシュやジェイコブ・P・アドラーなど、イディッシュ劇場とブロードウェイ劇場の間を行き来するのに十分な尊敬を集めた俳優もいる。イディッシュ劇場の主要作曲家にはアブラハム・ゴルトファーデン、ジョセフ・ルムシンスキー、ショロム・セクンダなどがおり、劇作家にはデイヴィッド・ピンスキ、ソロモン・リビン、ヤコブ・ゴルディン、レオン・コブリンなどがいた。
イディッシュ劇場と並行して、1880年代から1920年代にかけて繁栄したマルチアクト劇場の一種であるヴォードヴィルが発展した。夜間のスケジュールでは、曲とダンスのデュオやシェイクスピアの戯曲、オペラ、そして曲芸師から数学者まで多様なショーや職業に渡る公演が開催されていた。ニューヨーク市におけるヴォードヴィルの誕生日は、トニー牧師が初めてヴォードヴィルの上演を行った1881年10月24日であると一般的に考えられている。チャールズ・チャップリンやバスター・キートン、ローレル&ハーディ、マルクス兄弟、ジミー・デュランテといったスターが出演するほどにヴォードヴィルは発展したが映画への移行に伴い徐々に衰退が進み、1932年11月16日に行われた完全な移行がヴォードヴィルの終焉と考えられている。
今日、ニューヨーク市の500席を超える39の大劇場はシアター・ディストリクトを貫くブロードウェイから名前を取り総称して"ブロードウェイ・シアター"と呼ばれ、そのほとんどがタイムズ・スクエア周辺に位置している。ブロードウェイでのショーの多くはミュージカル『キャッツ』や『オペラ座の怪人』というように世界的に有名である。ブロードウェイ・シアターはロンドンのウェスト・エンド・シアターと共に、しばしば英語圏における最高水準のシアターといわれる。
その規模によってオフ・ブロードウェイあるいはオフ・オフ・ブロードウェイと呼ばれる小規模な劇場では、少人数の観客のためにもっと革新的な作品を制作する柔軟性を持っている。アメリカにおける前衛的な演劇の重要な中心地であるニューヨーク市では、ザ・ウースター・グループやリチャード・フォアマンのオントロジカル-ヒステリック劇場といった精力的に実験的な演劇を行うグループが多数活動している。
ニューヨーク市地下鉄は時折美人コンテストやゲリラ劇場の会場となった。MTAの主催するミス・サブウェイ (Miss Subways) コンテストは1941年から1976年までと2004年（"Ms Subways"に改称）に開催されている。

### コメディ
ニューヨーク市はアメリカにおけるコメディの中心地であると多くの人々に考えられており、キャロラインズを含む多くの主要なコメディクラブがある。

## 文学

### 小説
文学におけるいくつかの重要な動きがニューヨーク市で始まった。ヨーロッパで批評家の称賛を得た最初のアメリカ人作家の1人ワシントン・アーヴィングはその著書『世界の始まりからオランダ王朝の終焉までのニューヨークの歴史、ディートリヒ・ニッカーボッカー著』によって、ニューヨーク市におけるビクトリア朝の文化的試金石ともいえるニューヨーカーとなった。この本はニュー・アムステルダムにおけるオランダ人移民の生活をユーモラスに、あるいは自惚れにまみれた地方史を対象にした陰険な描写がなされており、ペンネームとして使用したディートリヒ・ニッカーボッカーの名からオランダ人移民の着用していた短ズボン、ひいてはオランダ人移民の子孫のことを"ニッカーボッカー"と呼ぶようになった。また、NBAチームのニューヨーク・ニックスのニックス (Knicks) はニッカーボッカーズ (Knickerbockers) の略である。

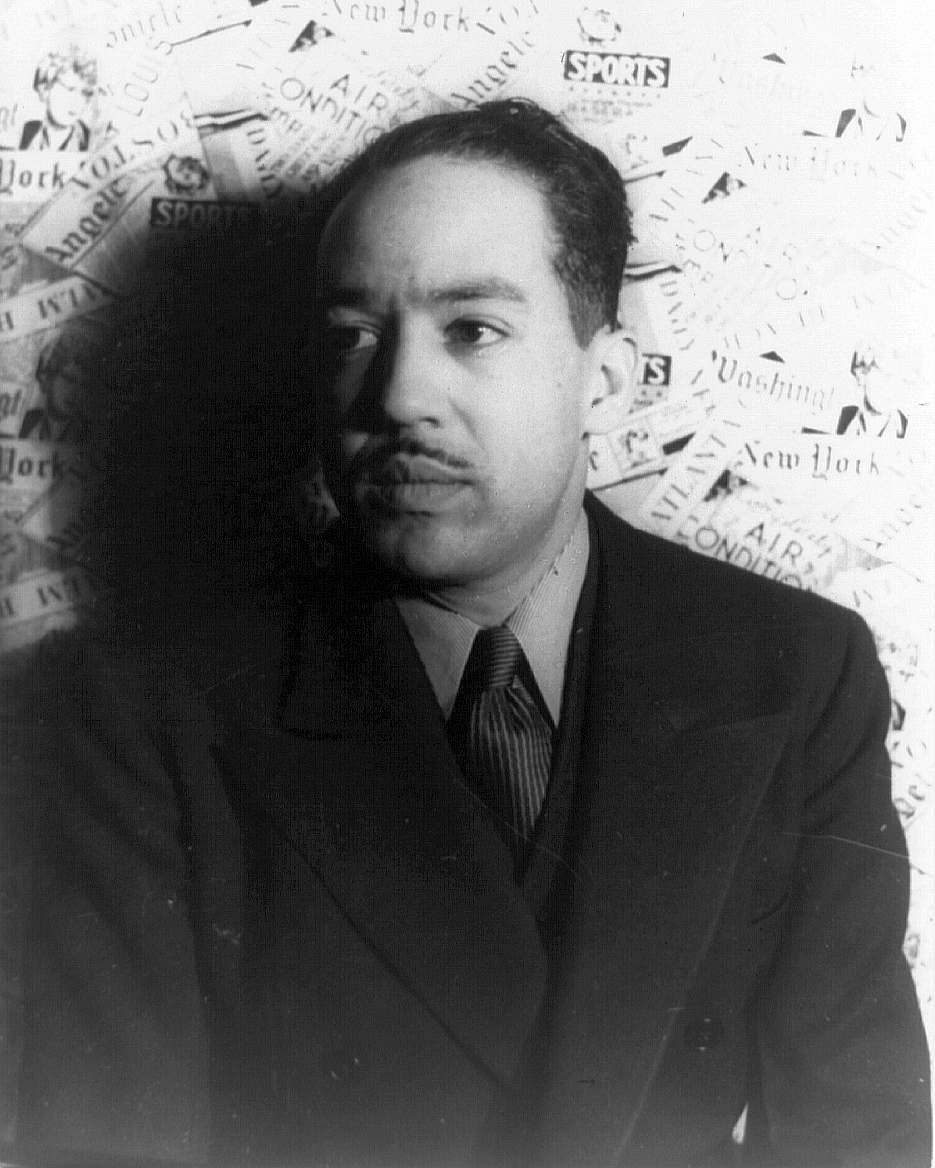
1920年代に栄えたハーレム・ルネサンスの指導者と呼ばれるラングストン・ヒューズ

ハーレム・ルネサンスはアメリカのアフリカ系アメリカ人の文学界における地位を確立した。ジェームス・ウェルドン・ジョンソンによるとこの"黒人文学の開花"の頂点は、オポチュニティ誌が多くの白人の出版社が出席する黒人作家のためのパーティーを主催した1924年とウォール街大暴落に端を発する世界恐慌の起こった1929年の間とされている。アフリカ系アメリカ人の大移動によってニューヨーク市へやってきたアフリカとカリブの移民は主にマンハッタン区のハーレム周辺に集まり、当時のアメリカで最も有名な黒人の生活の中心地となった。過激な黒人の編集者は1920年に「美しさと美学の本質的な基準は白人だけに留まらない。(the intrinsic standard of Beauty and aesthetics does not rest in the white race.)」、「新しい人種的な愛、尊敬、そして意識が生み出されるかもしれない。(a new racial love, respect, and consciousness may be created.)」と述べた。ハーレムの黒人作家たちは大きな白人コミュニティに浸透している人種主義的考えを薄めさせようとチャレンジし、しばしば進歩主義や社会主義、人種統合を促進した。特異なスタイルは出現しなかったが、代わりにパン・アフリカ主義における祭典との融合やモダニズムのような文学における新しい実験形式、クラシック音楽と即興ジャズから考え出されたジャズ・ポエトリーなどが生まれた。
20世紀半ばには、左派および反スターリン派の政治思想を提唱し、文学理論とマルクス主義を統合しようとしたアメリカ人作家および文学評論家のグループであるニューヨーク知識人が登場した。グループの多くのメンバーはニューヨーク市立大学シティカレッジに在校していた人で、左翼の政治誌パルチザン・レビューと関連があった。作家ニコラス・レーマンはニューヨーク知識人を"アメリカン・ブルームズベリー"と表現した。ニューヨーク知識人に属していた作家としてはロバート・ワーショウやフィリップ・ラーヴ、ウィリアム・フィリップス、メアリー・マッカーシー、ドワイト・マクドナルド、ライオネル・トリリング、クレメント・グリーンバーグ、アーヴィング・クリストル、シドニー・フック、アーヴィング・ハウ、アルフレッド・カージン、ダニエル・ベルが挙げられる。1940年代と1950年代には『水源』と『肩をすくめるアトラス』などの小説で知られるアイン・ランドといった長年ニューヨーク市を拠点として活動した有名な小説家が増えた。
これらの主流のグループと平行そして反対してアレン・ギンズバーグやジャック・ケルアック、グレゴリー・コーソなどを含むビート詩人・作家が起こした地下運動はキャシー・アッカー、アイリーン・マイルスなどの作家と共に1980年代以降に継続していった。長年にわたるさまざまな活動の中でグローブ・プレスやエバーグリーン・レビューなどの前衛的な出版企業が設立され、現在も独立系の書店で販売されているジンと呼ばれるスタイルのパンフレットや文学作品が生まれた。現在のところ地下運動はスマイル・プレス、ソフト・スカル・プレス、フーガ・ステート・プレス、デニス・クーパーのリトル・ハウス・オン・ザ・バワリー/アカシック・プレス、その他多数の小規模出版社の文学出版物という形で繁栄を続けている。
ニューヨーク市では何年にもわたりペン・アメリカン・センターをはじめとする国際的文学団体が発展してきた。ペン・アメリカン・センターはニューヨーク市の文学コミュニティにおいて重要な役割を果たしており、言論の自由、文学の振興、および国際的な文学的交流の促進に積極的に取り組んでいる。またザ・パリ・レビューやザ・ニューヨーク・レビュー・オブ・ブックス、n+1、ザ・ニュー・クライテリオン、ニューヨーク・クォータリーといった文学ジャーナルも重要である。
ブルックリン区パーク・スロープにはノーマン・メイラーやバルバラ・ギャルソン、ドン・デリーロ、ジュンパ・ラヒリ、ポール・オースター、シリ・ハストヴェット、ジョナサン・サフラン・フォア、ジョナサン・レセム、トマス・ピンチョンなど多くの作家が居住している。ニューヨーク市はまたユダヤ系アメリカ文学ならびに"ニューヨリカン" (Nuyorican、"New York"と"Puerto Rican"を組み合わせた造語) と呼ばれるプエルトリコ人の詩人・作家にとっても繁栄の場となっている。ランドマークのニューヨリカン詩人カフェはプエルトリコ人の詩人、作家、音楽家、芸術家の集まる重要な場所で、ペドロ・ピエトリやジャンニーナ・ブレスキなどが推し進めたニューヨリカン運動の中心地ともなった。
ニューヨーク州には桂冠詩人の称号を得た詩人がいるがニューヨーク市単体ではいない。代わりに、伝統的にニューヨーク市立大学と市の詩グループが"人々の詩集" (People's Poetry Gathering) というイベントを毎年開催している。この複数人の詩を1つに纏めるという技法はアメリカ同時多発テロ事件後のニューヨーカーの自発的な詩の作成の際にも応用され、『Missing: Streetscape of a City in Mourning』という作品ができあがった。この作品はテロによって崩落したワールド・トレード・センター南北両棟が110階建てであったことから、110行の詩が印刷された高さ25フィート（7.6メートル）以上の黒くうねった綿のバナーからなっていた。

### コミック
アメリカン・コミック・ブックスは1930年代初頭にニューヨーク市において新聞に掲載されたコミック・ストリップを安く再包装して再販する方法として発明された。『ホーガンズ・アレイ』、『イエロー・キッド』、『カッチェンジャマー・キッズ』といったコミックに見られるようにコミックの中心的なトピックは街の移民文化からインスピレーションされている。初期のコミック業界で雇用されていた事実上すべてのクリエイターと労働者は、出版社からアーティストまでニューヨーク市を拠点としていた。その多くはブルックリン区とマンハッタン区ロウアー・イースト・サイドのユダヤ人移民の家族であった。
最初のスーパーヒーローの1人、スーパーマンはオハイオ州クリーブランド出身の2人のアーティストによって作成されたという事実にもかかわらず、スーパーヒーローの起源はニューヨーク市であると主張することができる。コミックの舞台がニューヨーク市でない場合でも、『スーパーマン』のメトロポリスや『バットマン』のゴッサム・シティのようにニューヨーク市と似ている代わりの都市が舞台となっている。スーパーヒーローのストーリー形式と物語の慣習は、ニューヨーク市のような都市の設定として描かれる。
マーベル・コミックはこのようなニューヨーク市に似た架空の都市ではなく"本物の"ニューヨーク市を舞台としたコミックを発表し、コミック内の有名人の家の住所を認識できるようにしたことで有名となった。例えば『スパイダーマン』の主人公ピーター・パーカーは叔母のメイ・パーカーと一緒にクイーンズ区フォレスト・ヒルズで暮らしていたほか、『ファンタスティック・フォー』の長年の家であるバクスター・ビルディングはマンハッタン区の42丁目&マディソン・アベニューに建っていた。2007年、ニューヨーク市は『スパイダーマン3』の公開を記念して、4月30日 - 5月6日間を"スパイダーマン・ウィーク" (Spider-Man Week) に指定した。3以前の2本の映画でも舞台はニューヨーク市であり、"ステレオタイプのニューヨーカー" (stereotypical New Yorkers) で埋め尽くされた観客のシーンを含んでいた。
ニューヨーク市は、ブルックリン区生まれの漫画家ウィル・アイズナーの貧困や労働者階級、移民間での日常生活についての描写を多く行った作品のように、スーパーヒーローの登場しないコミックのインスピレーションにも影響している。今日のニューヨーク市におけるコミック業界はアート・スピーゲルマンやベン・カッチャー、ディーン・ハスピール、スクール・オブ・ビジュアル・アーツの卒業生によって活気づいている。
その間、ニューヨーク市のコミックはロイ・リキテンスタインのポップアートからジョナサン・レセムやデイヴ・エガーズの現代文学作品に至るまで、あらゆる他のニューヨーク市の文化にも影響を与えている。

## 美術館

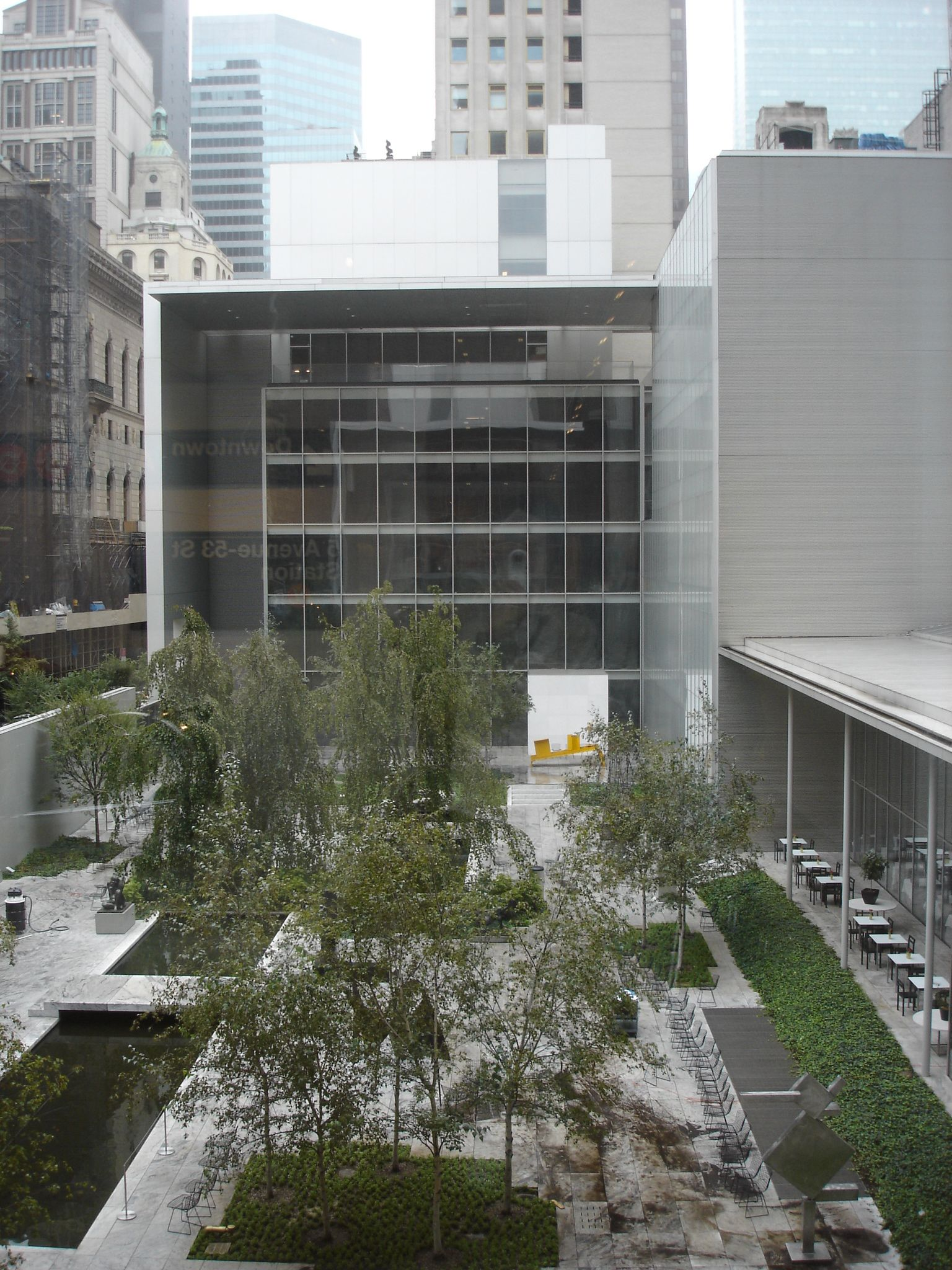
谷口吉生設計のニューヨーク近代美術館新館

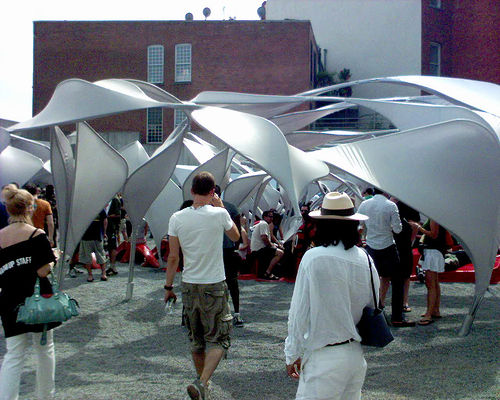
クイーンズ区P.S.1現代美術センターにあるXefirotarchの作品SUR

メトロポリタン美術館はマンハッタン区の5番街に面するセントラル・パーク東端に位置する世界最大級で最も重要な美術館の1つである。また、別館としてハドソン川を見下ろす同区ワシントン・ハイツのフォート・トライオン・パークに"クロイスターズ"がある。ニューヨーク近代美術館 (MoMA) はメトロポリタン美術館のライバルとみなされることがある。また、ブルックリン区のブルックリン美術館はニューヨーク市で2番目に大きい美術館で、アメリカ国内でも最大級の美術館である。世界でも有数の芸術機関である常設スペースには古代エジプトの傑作から現代美術、その他多くの文化の芸術まで15万点以上にもおよぶ作品が展示されている。
市内にはその他多数の小規模なギャラリーや美術館がある。その中にはアメリカ国内有数の小規模美術館であるフリック・コレクションがある。実業家のヘンリー・クレイ・フリックのコレクションを彼の邸宅であった建物で展示しており、高品質な古い絵画やヨーロッパの主要な芸術家による有名な絵、彫刻、磁器といった作品に加えて家具、エナメル、カーペットなども展示されている。
マンハッタン区にあるユダヤ博物館は1904年にユダヤ教神学院が裁判官メイヤー・ザルツバーガーから26のユダヤ人の儀式用の芸術品を贈り物として受け取った際に設立された。博物館は現在、絵画、彫刻、考古学的遺物、そしてユダヤ人の歴史と文化の保存に重要な多数の作品を含むコレクション28,000点を展示している。
エル・ムセオ・デル・バリオは1969年にプエルトリコの芸術家、教育者、地域活動家、および市民指導者のグループによって設立されたミュージアム・マイルに含まれるマンハッタン区スパニッシュ・ハーレム105丁目に位置する美術館である。周辺地区はラテン系アメリカ人が多数居住している土地であり、美術館もラテンの作品に特化している。
近年、ニューヨーク市はその文化施設の間で大きな建築ブームを見てきた。クイーンズ区ロングアイランド・シティは芸術が盛んに行われている場所で、P.S.1現代美術センターやスカルプチャーセンターなどがある。スカルプチャーセンターは元々マンハッタン区アッパー・イースト・サイドにあったものを2002年にロングアイランド・シティに移して開業した、現代的で革新的な彫刻に特化したニューヨーク市唯一の非営利展示スペースである。センターは新作を依頼して新興および確立された国内外の芸術家による挑戦的な作品を展示し、講義、対話、そして公演を含む多様な公共プログラムを開催している。
2006年には、ブルックリン区にある現代アフリカンディアスポラ美術館のような小規模なコミュニティ組織からモルガン・ライブラリーのような主要な機関まで、5区に広がっている60の芸術施設が新築あるいは改修工事を行った。このプロジェクトに対する投資額は全体で28億ドルを超えている。プロジェクトを行うためのニューヨーク市文化庁の予算は2006年から2010年までの間で8億6,500万ドルとなり、2001年から2005年の間の3億3,960万ドルの計画予算から大幅に増加している。非党派、非営利の芸術研究団体"芸術のための同盟" (Alliance for the Arts) は、1997年から2002年にかけてのニューヨークの文化施設建設プロジェクトの経済的影響 -雇用創出や担保支出などの要因も含め- は23億ドルであり、2003年から2006年までの期間に27億ドルの影響が見込まれるとしている。

## 食文化

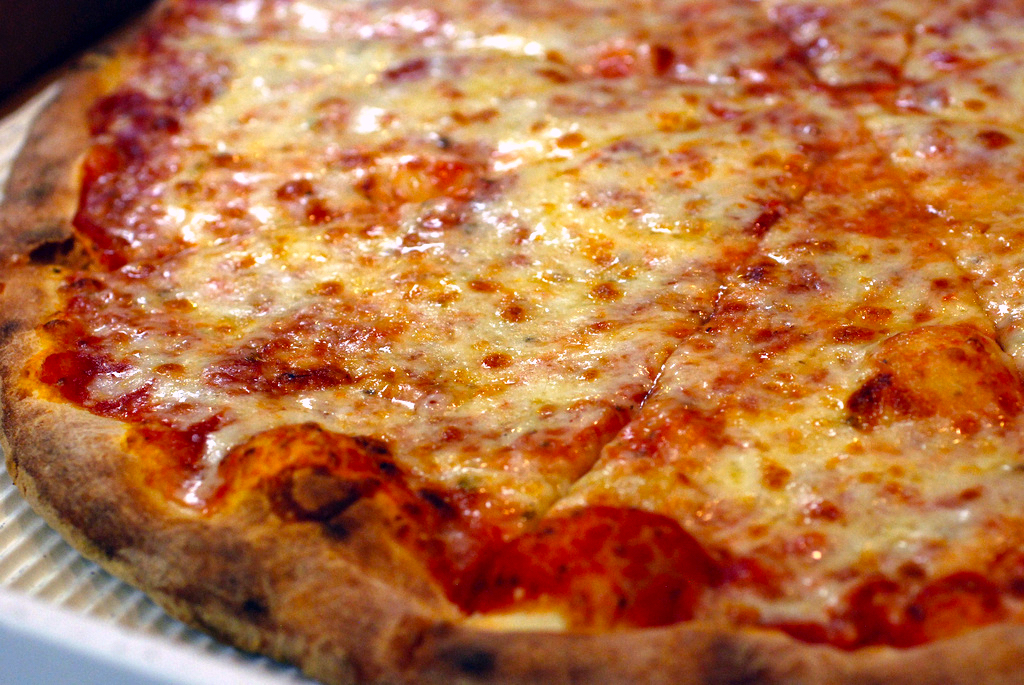
ニューヨーク風ピッツァ

ニューヨーク市は多くの地区に多くの移民が住んでいる。このことからニューヨーク市の料理は主に移民が持ち込んだ民族料理が多く、料理はその民族が多数居住している地区はもとより別の民族の居住地でもよく知られている。特に有名なのはアシュケナジム・ユダヤ料理、イタリア系アメリカ料理、中国系ラテン料理の3つである。また、ニューヨーク市は年に2回レストランでの料理の料金が一律割り引かれるニューヨーク・レストラン・ウィークが創設された都市でもあり、これに類似した形態のイベントは世界中の各都市に広がっている。
ニューヨーク市では市内の24,000軒のレストランの格付けシステムを2010年7月に開始した。このシステムでは、検査官がレストランに予告なしに訪問し、衛生状態や調理手順などを審査し違反数に応じてA、B、またはCとランクを付ける。Aは違反数0 - 13回、Bは14 - 27回、Cは28回以上と規定されている。その後、レストランはレストランのグレードを含むプラカードを受け取り、目立つ場所に掲示することが義務付けられる。各プラカードはエンボス加工されており、偽造防止対策として番号が付けられている。
当時のニューヨーク市長マイケル・ブルームバーグはこの慣習は食中毒の発生件数を減らし、食品の安全性を改善することを目的としていると述べた。しかしながら、この格付けはレストランのみを対象としていたため、一部のレストランがスーパーマーケットまたは倉庫として登録することによって検査立入を避けていた。また、格付けの開始から18ヶ月の間にサルモネラ感染症は14パーセント減少したが、徴収された罰金の合計額は145パーセント以上増加し大きな批判を浴びた。このような状態であったため2014年に格付けシステムは修正され、2016年には過去最高比率である93パーセントのレストランがAグレードを取得した。

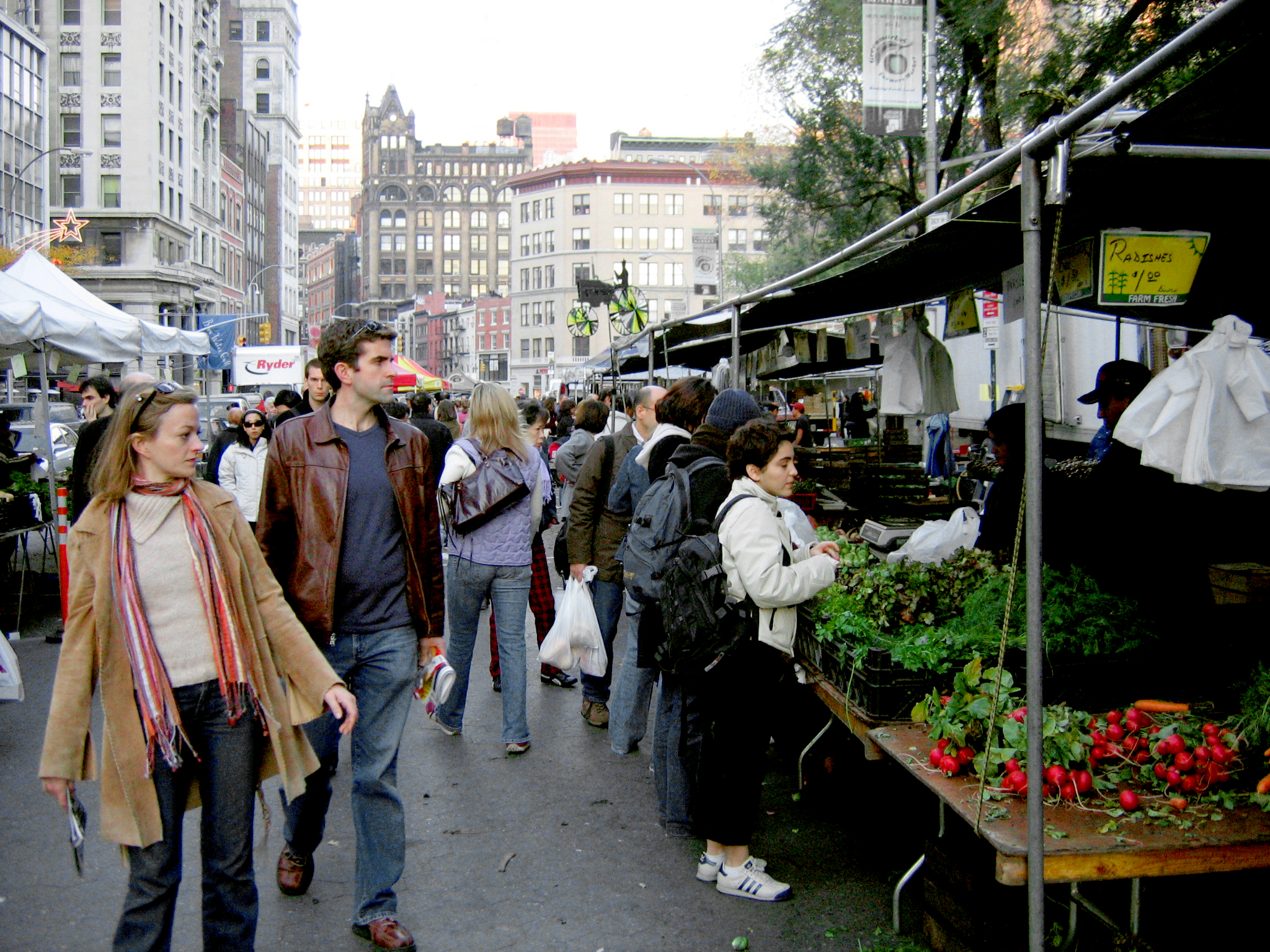
ユニオン・スクエア・グリーンマーケット

都市化が進むと農業の衰退が始まるのはニューヨーク市も例外ではない。このため、ニューヨーク市では地域農業の活性化、持続可能な農業の促進を目的とした"ニューヨーク市流域全体農場プログラム" (New York City Watershed Whole Farm Program) を開始した。都市からの財政援助により北部農民は病原体、栄養素、堆積物、農薬の流出を減らし、1976年にニューヨーク市環境評議会によってファーマーズマーケットとして設立されたグリーンマーケットを介して都市で自らが作った野菜や果物などを販売する。このグリーンマーケットの中でも最も有名なのは週4日行われるユニオン・スクエア・グリーンマーケットで、2003年には週に25万人の客が1,000種類の果物と野菜を市場で購入している。また、学校給食で提供される料理の材料もできるだけ地元で作られた物を使用し、地産地消の推奨と地元農業の支援、児童への健康的な食事の提供を行っている。
このように、ニューヨーク市では都市部に住むニューヨーカーと農村部に住むニューヨーカーの双方が協力し健康的な地元の食料と綺麗な水を大都市の人口にもたらす保護されたエコシステムを構築してきたため、国際的なフードシステムの重要なモデルとなった。国際連合は、ニューヨーク市の農民、労働者、小売業者、およびNGOに、ニューヨーク市の国連本部にある持続可能な開発委員会の代表として行動するよう呼びかけた。市は、2008年5月に国連で"都市と農場の連携ショーケース" (City and Farm Linkages Showcase) を開催し、ニューヨーク州の都市部と農村部の住民のパートナーシップを各国の代表者たちに示した。

### ニューヨーク発祥の料理
- ブラッディ・マリー
- シェフサラダ
- チキン・ア・ラ・キング[74]
- チキン・アンド・ワッフル
- チキンディバン
- クロナッツ
- デルモニコステーキ
- エッグクリーム
- エッグベネディクト
- 左宗棠鶏
- アイスクリーム・コーン
- ロブスターニューバーグ
- マロマーズ[75]
- マンハッタン

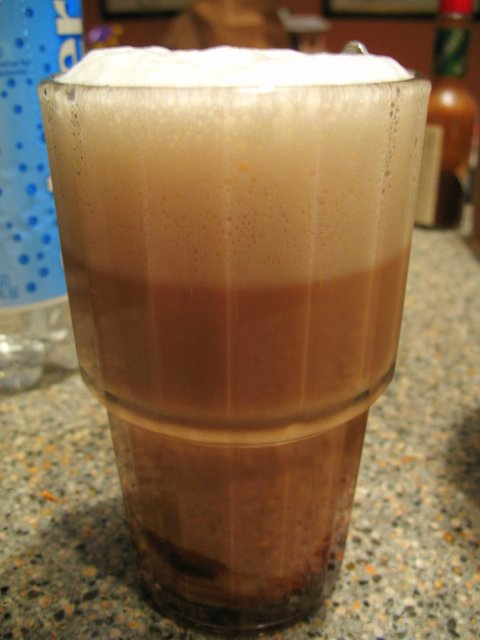
エッグクリーム

- マンハッタンスペシャル - 炭酸エスプレッソ飲料の一種
- パスタプリマヴェーラ
- ペンネ・アラ・ウォッカ
- ルーベンサンド
- ステーキダイアン
- スパゲッティ・アンド・ミートボール
- ヴィシソワーズ
- ウォルドーフサラダ

## 文化的多様性

### 人口統計
ニューヨーク市は移民人口が多く"アメリカ"よりも国際的な都市のように思える。"人種のるつぼ"という用語は1900年代初頭のヨーロッパ諸国からの移住者たちが居住したロウアー・イースト・サイドにシェイクスピアの戯曲『ロミオとジュリエット』を適応させてイズレイル・ザングウィルが作った戯曲『The Melting Pot』から作られた。2000年には市内の人口の36％が外国籍であり、これを上回るアメリカ国内の都市はロサンゼルスとマイアミだけであった。それらの都市の移民コミュニティは少数の国籍によって支配されているが、ニューヨーク市では単一の国や出身地が支配することはない。ニューヨーク市の移民の出身地上位７ヶ国はドミニカ共和国、中国、ジャマイカ、ロシア、イタリア、ポーランド、インドとなっている。
ニューヨーク市の文化の多様性は、公式の都市の宗教的祝祭日で見ることができる。ニューヨーク市の南アジアコミュニティの成長に伴い、ヒンドゥー教の祭典であるディーワーリーが最近公式の祝祭日に追加された。

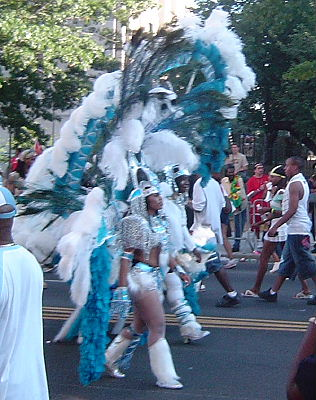
毎年ブルックリン区のイースタン・パークウェイに沿って行われるウェスト・インディアン・レイバー・デー・パレード

多くの主要都市でそうであるように、ニューヨーク市への移民はしばしば彼らが同じ出身国からのやってきた人々と話をし、買い物をし、そして働くことができる民族居住地に集まった。ニューヨーク市の5区にはインド人、アイルランド人、イタリア人、中国人、朝鮮人、ドミニカ人、プエルトリコ人、カリブ人、ハシディズムのユダヤ人、ラテンアメリカ人、ロシア人、そしてその他多くの人々が居住している。市内で最大規模の年間イベントの多くはニューヨーク市の民族コミュニティの遺産を祝うパレードである。市および州の政治家による最大のイベントへの出席は政治的な観点から義務付けられている。このイベントには、おそらくアメリカ大陸で最も大規模なアイルランドの伝統的祝祭日聖パトリックの祝日のパレードや毎年300万人の観客が集まるプエルトリカン・デイ・パレード、ニューヨーク市ひいては北米最大のパレードであるウェスト・インディアン・レイバー・デー・パレード、チャイニーズ・ニューイヤー・パレードが含まれる。その他の重要なパレードには、ゲイ・プライド・パレードやグリニッジ・ヴィレッジ・ハロウィン・パレード、コニー・アイランド・マーメイド・パレードなどがある。
ニューヨーク市は世界の他のどの都市よりもユダヤ人の人口が多く、エルサレムよりも人口が多くなっている。およそ100万人のニューヨーカー、すなわち全体の約13％がユダヤ人である。その結果、ニューヨーク市の文化はベーグルのようなユダヤ人文化の特定の要素を借りてきた。また、ニューヨーク市にはユダヤ教神学院、改革派のヘブライ・ユニオン・カレッジ、正統派のイェシーバー大学、名誉毀損防止同盟の本部がある。世界最大のユダヤ人礼拝堂であるエマニュエル寺院は1845年にアメリカで最初の改革派の会堂として建設された。ウディ・アレンやジェリー・サインフェルドといったユダヤ人コメディアンの本拠地でもある。

### フェスティバル・パレード

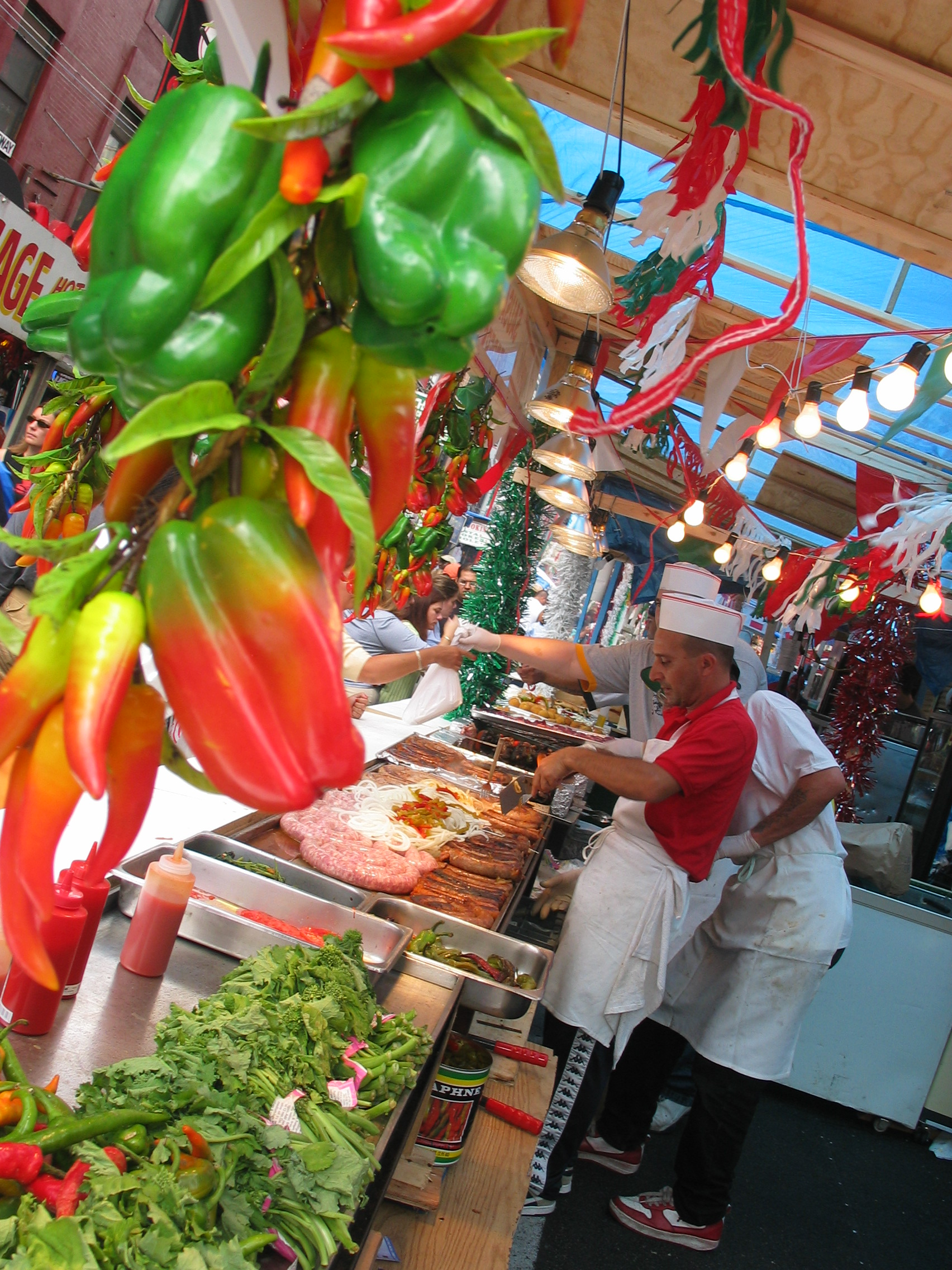
マンハッタン区リトル・イタリーで開催されるサン・ジェナーロ祭で通りに出店されたソーセージの露店

多くの民族コミュニティや文化的な場所があるニューヨーク市では多数の主要なパレードやストリートフェスティバルが開催されている。セントラル・パークで開催されるサマーステージは、シティ・パークス財団が主催する市内での約1,200の無料コンサート、ダンス、演劇、およびスポークン・ワードのイベントの1つである。
ヴィレッジ・ハロウィン・パレードは毎年恒例のホリデーパレード、野外劇であり毎年ハロウィン（10月31日）の夜にグリニッジ・ヴィレッジで開催される。1マイル以上の距離でパレードを行うこの文化的なイベントは、200万人の観客、5万人の衣装を着た参加者、ダンサー、アーティスト、そしてサーカスパフォーマー、ライブバンドやその他ミュージカルやパフォーミングを含む数十の野外ステージ、そして世界中の1億人のテレビ視聴者が集まる巨大イベントである。
元々は1日だけの宗教的記念日であったサン・ジェナーロ祭は、現在マンハッタン区リトル・イタリーで9月中旬に開催される11日間のストリート・フェアとなった。このイベントは期間中自動車通行止めとなるマルベリー・ストリートを中心に行われ、パレード、露店、ソーセージやゼッポレ、ゲーム、そしてモースト・プレシャス・ブラッド教会でのお祝いのミサの後に始まるキャンドルライトの行進など多彩なイベントが開催される。また、ブロンクス区フォーダム/ベルモント地区にある他のリトル・イタリーでも同じアトラクションが開催される。通りは自動車通行止めとなり、お祭りは早朝に始まり夜遅くまで続く。
その他の主要なパレードにはメイシーズ百貨店が主催し感謝祭の日の東部標準時午前9時から3時間にわたって開催されるメイシーズ・サンクスギヴィング・デイ・パレードや、5番街に沿って44丁目から86丁目の間で開催されるプエルトリカン・デイ・パレードがある。プエルトリカン・デイ・パレードはマンハッタン区内だけでなく、ブルックリン区やブロンクス区のプエルトリコ人のコミュニティを通して広がっていくこともある。

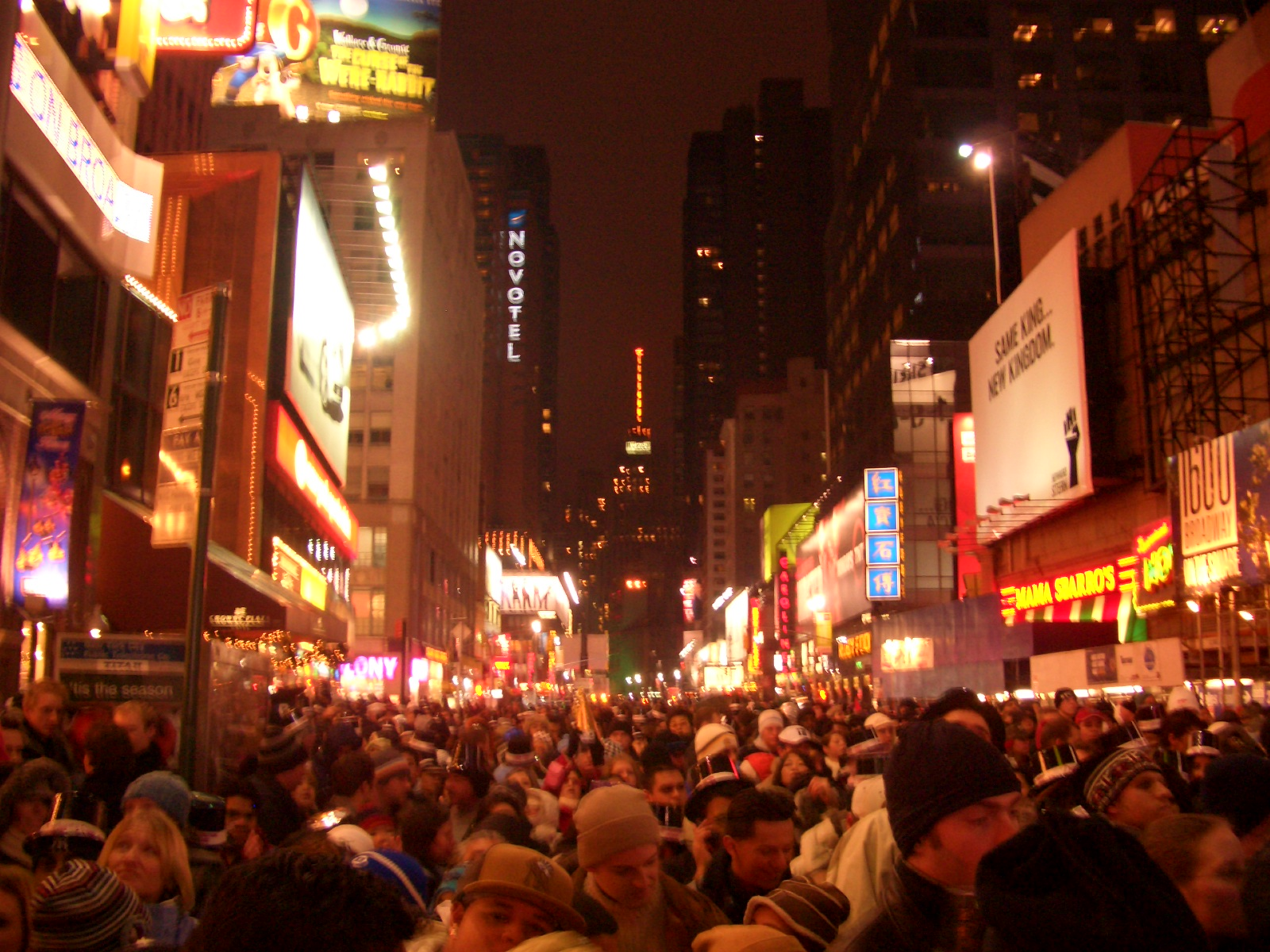
2005年の大晦日、2006年を迎えるカウントダウンのためにタイムズ・スクエアに集う市民たち

アメリカにおける年越しの最も有名なお祝いは全国のテレビで生放送されるワン・タイムズ・スクエアからポールに取り付けられたタイムズ・スクエア・ボールと呼ばれるボールを落下させる"ボール・ドロッピング"である。タイムズ・スクエア・ボールはアイルランドのウォーターフォード・クリスタル社製の重さ11,875ポンド（5,386キログラム）、直径12フィート（3.7メートル）のボールで、毎年大晦日の23：59：00に降下が始まり00:00:00にボールは一番下に着き、それと同時に周囲のビルから一斉に紙ふぶきが舞う。このカウントダウンイベントは少なくとも10億人がテレビで視聴し、現地で100万人が参加する世界最大級のカウントダウン・新年祝賀イベントの1つである。1982年から1988年にかけてはニューヨーク港において、ニューヨーク市のあだ名に"ビッグ・アップル" (The Big apple) というものがあることから大きなリンゴを落とすイベントが行われていた。また、テレビパーソナリティのディック・クラークは1972年から2011年まで毎年大晦日にABCで放送される『Dick Clark's New Year's Rockin' Eve』の司会を務めていた。カナダのヴァイオリニスト兼バンドリーダーのガイ・ロンバードとそのグループ"ロイヤル・カナディアンズ"は1977年の死の1年前までの約40年間、マンハッタン区パーク・アベニューにある高級ホテルウォルドルフ＝アストリアの大宴会場で毎年大晦日に演奏を行っており、その演奏は全国に生放送され北米全土での新年のお祝いといえばロイヤル・カナディアンズのショーというほどの人気を博し、ロンバードは"ミスター大晦日" (Mr. New Year's Eve) と呼ばれていた。彼らのカバーしたスコットランド民謡「オールド・ラング・サイン」は今でもタイムズ・スクエアにおいて新年最初の曲として演奏されている。

## 大衆文化
その広さと文化的影響のために、ニューヨーク市はマスメディアにおける多くの異なった、そしてしばしば矛盾する描写が行われた。ウディ・アレンの多くの映画のように洗練された大都市として描かれることもあれば、マーティン・スコセッシの『タクシードライバー』のように地獄のような混沌とした都会のジャングルとして描かれることもあり、ニューヨーク市は大都市生活の上で考えられるあらゆる視点の背景として描かれてきた。

初期の頃の映画ではニューヨーク市は都会的で洗練されたものとして特徴付けられていた。しかし、1970年代から1980年代初頭にかけての『真夜中のカーボーイ』や『フレンチ・コネクション』、『狼たちの午後』、『タクシードライバー』、『マラソンマン』、『クルージング』、『殺しのドレス』、『狼よさらば』といった映画ではニューヨーク市は混乱と暴力に満ちた都市として描写された。1980年代と1990年代の市のルネサンスによって、テレビで新しい描写がなされるようになった。『フレンズ』や『となりのサインフェルド』、『セックス・アンド・ザ・シティ』は市での生活を華やかで面白いものにした。しかし、ニューヨーク市が過去20年間で米国で最も安全な大都市になっても、『ロー&オーダー』のような犯罪ドラマではニューヨーク市は犯罪行為の横行する都市として描かれ続けている関連項目
| - ブロンクス区の文化 - ブルックリン区の文化 - マンハッタン区の文化 - クイーンズ区の文化 - スタテンアイランドの文化 | - ニューヨーク市のメディア - ニューヨーク市の芸術組織 - パブリックアート基金 |